# Elophila nebulosalis
Elophila nebulosalis is een vlinder uit de familie van de grasmotten (Crambidae), uit de onderfamilie van de Acentropinae. De wetenschappelijke naam van deze soort is voor het eerst gepubliceerd in 1887 door Charles Henry Fernald.
De soort komt voor in de Verenigde Staten.